# مقاطعة لينوي (ميشيغان)
مقاطعة لينوي (بالإنجليزية: Lenawee County, Michigan)‏ هي إحدى مقاطعات ولاية ميشيغان في الولايات المتحدة. تأسست سنة 1826، بلغ عدد سكانها 98987 نسمة في عام 2010 حسب إحصاء مكتب تعداد الولايات المتحدة وتصل الكثافة السكانية فيها 51 نسمة/كم2.

## أعلام
- سايروس سكوفيلد

## وصلات خارجية
- www.lenawee.mi.us
- United States Counties